# The Circus Starring Britney Spears
A The Circus Starring: Britney Spears (röviden The Circus Tour) Britney Spears hetedik világkörüli turnéja. A turné, mellyel az énekesnő hatodik, Circus című stúdióalbumát népszerűsíti, bejárja Észak-Amerikát, Európát és Ausztráliát.
Ez a koncertkörút Spears első világ körüli turnéja öt évvel a The Onyx Hotel után. Ez a 2009-es év legjobban jövedelmező turnéja, több mint 74 millió dolláros bevétellel az első 48 show alatt.
A turnét jelölték a Billboard és az Eventful közös Fan's Choice versenyén az Év legjobb koncertje címre.

## Háttér
Nem sokkal a Womanizer debütálása után Spears bejelentette, hogy világkörüli turnéra indul 2009 tavaszán. Kijelentése 2008. december 2-án vált hivatalossá, hatodik albumának megjelenésével egyidőben. A próbák 2009 januárjában kezdődtek, az első koncert március 3-án New Orleans-ban volt.

## Előzenekarok
- Big Apple Circus
- Pussycat Dolls (Észak-Amerika)
- Girlicous (Kanada)
- Ciara (London)
- Kristinia DeBarge (Észak-Amerika)
- One Call (Észak-Amerika)
- Jordin Sparks (Észak-Amerika)
- DJ Havana Brown (Európa és Ausztrália)
- Sliimy (Párizs)
- Knappen & Hakim (Stockholm)
- Cascada (Berlin)

## Dallista
1. felvonásThe Circus
- Welcome to the Circus (videointró)
- Circus
- Piece of Me
- Thunderstorm (bemutató)
- Radar

2. felvonásHouse of Fun (Anything Goes)
- Harcművészeti bemutató (részletek a Gimme More LAZRtag-féle remixéből)
- Egyveleg:
  - Ooh Ooh Baby
  - Hot as Ice
- Boys (The Co-Ed remix)
- If U Seek Amy
- You Oughta Know (Alanis Morissette-feldolgozás) [A]
- Me Against the Music (Bollywood remix)
- Everytime

3. felvonásFreakshow/Peepshow
- Everybody's Looking for Something (videó) (részletek Marilyn Manson Sweet Dreams (Are Made of This) című számából)
- Freakshow
- Get Naked (I Got a Plan)
- Mannequin [B]
- Britney’s Hotline (bemutató) (részletek a Breathe on Me, a Boys és az I’m a Slave 4 U című dalokból)
- Egyveleg:
  - Breathe on Me
  - Touch of My Hand

4. felvonásElectro Circ
- Band Jam Segue (bemutató)
- Do Somethin’
- I’m a Slave 4 U (remix)
- Heartbeat (táncbemutató) (részletek a Lollipop, az American Boy, a Don't Stop the Music, a Closer és egyéb dalokból)
- Toxic
- …Baby One More Time (remix)

Ráadás
- Break the Ice (videó) (részletek a Gimme More és az I’m a Slave 4 U című dalokból)
- Womanizer

- ↑ A:  2009. szeptember 5-én került a listára
- ↑ B:  2009. július 5-én került a listára, csak az európai turné alatt

## Turnéállomások
| Észak-Amerika        |                |                           |                                   |
| 2009. március 3.     | New Orleans    | Amerikai Egyesült Államok | New Orleans Arena                 |
| 2009. március 5.     | Atlanta        | Amerikai Egyesült Államok | Philips Arena                     |
| 2009. március 7.     | Miami          | Amerikai Egyesült Államok | American Airlines Arena           |
| 2009. március 8.     | Tampa          | Amerikai Egyesült Államok | St. Pete Times Forum              |
| 2009. március 11.    | Uniondale      | Amerikai Egyesült Államok | Nassau Veterans Memorial Coliseum |
| 2009. március 13.    | Newark         | Amerikai Egyesült Államok | Prudential Center                 |
| 2009. március 14.    | Newark         | Amerikai Egyesült Államok | Prudential Center                 |
| 2009. március 16.    | Boston         | Amerikai Egyesült Államok | TD Banknorth Garden               |
| 2009. március 18.    | Toronto        | Kanada                    | Air Canada Centre                 |
| 2009. március 19.    | Toronto        | Kanada                    | Air Canada Centre                 |
| 2009. március 20.    | Montréal       | Kanada                    | Bell Centre                       |
| 2009. március 23.    | Uniondale      | Egyesült Államok          | Nassau Veterans Memorial Coliseum |
| 2009. március 24.    | Washington     | Egyesült Államok          | Verizon Center                    |
| 2009. március 27.    | Pittsburgh     | Egyesült Államok          | Mellon Arena                      |
| 2009. március 30.    | Houston        | Egyesült Államok          | Toyota Center                     |
| 2009. március 31.    | Dallas         | Egyesült Államok          | American Airlines Center          |
| 2009. április 2.     | Kansas City    | Egyesült Államok          | Sprint Center                     |
| 2009. április 3.     | Minneapolis    | Egyesült Államok          | Target Center                     |
| 2009. április 6.     | Edmonton       | Kanada                    | Rexall Place                      |
| 2009. április 8.     | Vancouver      | Kanada                    | GM Place                          |
| 2009. április 9.     | Tacoma         | Egyesült Államok          | Tacoma Dome                       |
| 2009. április 11.    | Sacramento     | Egyesült Államok          | ARCO Arena                        |
| 2009. április 12.    | San Jose       | Egyesült Államok          | HP Pavilion at San Jose           |
| 2009. április 14.    | Salt Lake City | Egyesült Államok          | EnergySolutions Arena             |
| 2009. április 16.    | Los Angeles    | Egyesült Államok          | Staples Center                    |
| 2009. április 17.    | Los Angeles    | Egyesült Államok          | Staples Center                    |
| 2009. április 19.    | Anaheim        | Egyesült Államok          | Honda Center                      |
| 2009. április 20.    | Anaheim        | Egyesült Államok          | Honda Center                      |
| 2009. április 22.    | Oakland        | Egyesült Államok          | Oracle Arena                      |
| 2009. április 24.    | Phoenix        | Egyesült Államok          | Jobing.com Arena                  |
| 2009. április 25.    | Las Vegas      | Egyesült Államok          | MGM Grand Garden Arena            |
| 2009. április 28.    | Chicago        | Egyesült Államok          | Allstate Arena                    |
| 2009. április 29.    | Chicago        | Egyesült Államok          | Allstate Arena                    |
| 2009. április 30.    | Columbus       | Egyesült Államok          | Jerome Schottenstein Center       |
| 2009. május 2.       | Uncasville     | Egyesült Államok          | Mohegan Sun Arena                 |
| 2009. május 3.       | Uncasville     | Egyesült Államok          | Mohegan Sun Arena                 |
| 2009. május 5.       | Montréal       | Kanada                    | Bell Centre                       |
| Európa               |                |                           |                                   |
| 2009. június 3.      | London         | Egyesült Királyság        | The O2 Arena                      |
| 2009. június 4.      | London         | Egyesült Királyság        | The O2 Arena                      |
| 2009. június 6.      | London         | Egyesült Királyság        | The O2 Arena                      |
| 2009. június 7.      | London         | Egyesült Királyság        | The O2 Arena                      |
| 2009. június 10.     | London         | Egyesült Királyság        | The O2 Arena                      |
| 2009. június 11.     | London         | Egyesült Királyság        | The O2 Arena                      |
| 2009. június 13.     | London         | Egyesült Királyság        | The O2 Arena                      |
| 2009. június 14.     | London         | Egyesült Királyság        | The O2 Arena                      |
| 2009. június 17.     | Manchester     | Egyesült Királyság        | Manchester Evening News Arena     |
| 2009. június 19.     | Dublin         | Írország                  | The O2                            |
| 2009. június 20.     | Dublin         | Írország                  | The O2                            |
| 2009. július 4.      | Párizs         | Franciaország             | Palais Omnisports de Paris-Bercy  |
| 2009. július 5.      | Párizs         | Franciaország             | Palais Omnisports de Paris-Bercy  |
| 2009. július 6.      | Párizs         | Franciaország             | Palais Omnisports de Paris-Bercy  |
| 2009. július 9.      | Antwerpen      | Belgium                   | Sportpaleis                       |
| 2009. július 11.     | Koppenhága     | Dánia                     | Parken Stadion                    |
| 2009. július 13.     | Stockholm      | Svédország                | Ericsson Globe                    |
| 2009. július 14.     | Stockholm      | Svédország                | Ericsson Globe                    |
| 2009. július 16.     | Helsinki       | Finnország                | Hartwall Arena                    |
| 2009. július 19.     | Szentpétervár  | Oroszország               | Ice Palace                        |
| 2009. július 21.     | Moszkva        | Oroszország               | Olympisky Arena                   |
| 2009. július 26.     | Berlin         | Németország               | O2 World                          |
| Észak-Amerika        |                |                           |                                   |
| 2009. augusztus 20.  | Hamilton       | Kanada                    | Copps Coliseum                    |
| 2009. augusztus 21.  | Ottawa         | Kanada                    | Scotiabank Place                  |
| 2009. augusztus 24.  | New York City  | Egyesült Államok          | Madison Square Garden             |
| 2009. augusztus 25.  | New York City  | Egyesült Államok          | Madison Square Garden             |
| 2009. augusztus 26.  | New York City  | Egyesült Államok          | Madison Square Garden             |
| 2009. augusztus 29.  | Boston         | Egyesült Államok          | TD Garden                         |
| 2009. augusztus 30.  | Philadelphia   | Egyesült Államok          | Wachovia Center                   |
| 2009. szeptember 1.  | Orlando        | Egyesült Államok          | Amway Arena                       |
| 2009. szeptember 2.  | Miami          | Egyesült Államok          | American Airlines Arena           |
| 2009. szeptember 4.  | Atlanta        | Egyesült Államok          | Philips Arena                     |
| 2009. szeptember 5.  | Greensboro     | Egyesült Államok          | Greensboro Coliseum Complex       |
| 2009. szeptember 8.  | Detroit        | Egyesült Államok          | The Palace of Auburn Hills        |
| 2009. szeptember 9.  | Chicago        | Egyesült Államok          | Allstate Arena                    |
| 2009. szeptember 11. | Des Moines     | Egyesült Államok          | Wells Fargo Arena                 |
| 2009. szeptember 12. | Grand Forks    | Egyesült Államok          | Alerus Center                     |
| 2009. szeptember 15. | Tulsa          | Egyesült Államok          | BOK Center                        |
| 2009. szeptember 16. | Houston        | Egyesült Államok          | Toyota Center                     |
| 2009. szeptember 18. | Dallas         | Egyesült Államok          | American Airlines Center          |
| 2009. szeptember 19. | Bossier City   | Egyesült Államok          | CenturyTel Center                 |
| 2009. szeptember 21. | El Paso        | Egyesült Államok          | Don Haskins Center                |
| 2009. szeptember 23. | Los Angeles    | Egyesült Államok          | Staples Center                    |
| 2009. szeptember 24. | San Diego      | Egyesült Államok          | San Diego Sports Arena            |
| 2009. szeptember 26. | Las Vegas      | Egyesült Államok          | Mandalay Bay Events Center        |
| 2009. szeptember 27. | Las Vegas      | Egyesült Államok          | Mandalay Bay Events Center        |
| Ausztrália           |                |                           |                                   |
| 2009. november 6.    | Perth          | Ausztrália                | Burswood Dome                     |
| 2009. november 7.    | Perth          | Ausztrália                | Burswood Dome                     |
| 2009. november 11.   | Melbourne      | Ausztrália                | Rod Laver Arena                   |
| 2009. november 12.   | Melbourne      | Ausztrália                | Rod Laver Arena                   |
| 2009. november 13.   | Melbourne      | Ausztrália                | Rod Laver Arena                   |
| 2009. november 16.   | Sydney         | Ausztrália                | Acer Arena                        |
| 2009 november 17.    | Sydney         | Ausztrália                | Acer Arena                        |
| 2009 november 19.    | Sydney         | Ausztrália                | Acer Arena                        |
| 2009 november 20.    | Sydney         | Ausztrália                | Acer Arena                        |
| 2009. november 22.   | Brisbane       | Ausztrália                | Brisbane Entertainment Centre     |
| 2009. november 24.   | Brisbane       | Ausztrália                | Brisbane Entertainment Centre     |
| 2009. november 25.   | Brisbane       | Ausztrália                | Brisbane Entertainment Centre     |
| 2009. november 27.   | Melbourne      | Ausztrália                | Rod Laver Arena                   |
| 2009. november 29.   | Adelaide       | Ausztrália                | Adelaide Entertainment Centre     |